# Rue Paul-Gauguin
Pour l’article homonyme, voir Rue Gauguin.
La rue Paul-Gauguin (en occitan : carrièra Paul Gauguin) est une voie de Toulouse, chef-lieu de la région Occitanie, dans le Midi de la France.

## Situation et accès

### Description
La rue Paul-Gauguin est une voie publique. Elle traverse le cœur du quartier de Bellefontaine, à la limite du quartier de Lafourguette.
La chaussée compte une voie de circulation automobile dans chaque sens. Il n'existe pas d'aménagement cyclable.

### Voies rencontrées
La rue Paul-Gauguin rencontre les voies suivantes, dans l'ordre des numéros croissants (« g » indique que la rue se situe à gauche, « d » à droite) :
1. Avenue de Reynerie
2. Rond-point Jean-Paul-Fonvieille
3. Rue Auguste-Guénot (g)
4. Rue Lalanne
5. Impasse André-Marestan (g)
6. Impasse Jean-Baptiste-Despax (d)
7. Rue Georges-Rouault (d)
8. Rond-point Jean-Llante
9. Allée de Bellefontaine
10. Rue Vincent-Van-Gogh (d)
11. Cheminement Francisco-de-Goya (g)
12. Passage Paul-Gauguin (d)
13. Cheminement Le Titien (g)
14. Place Niki-de-Saint-Phalle (g)
15. Rue André-Maurois (d)

## Odonymie

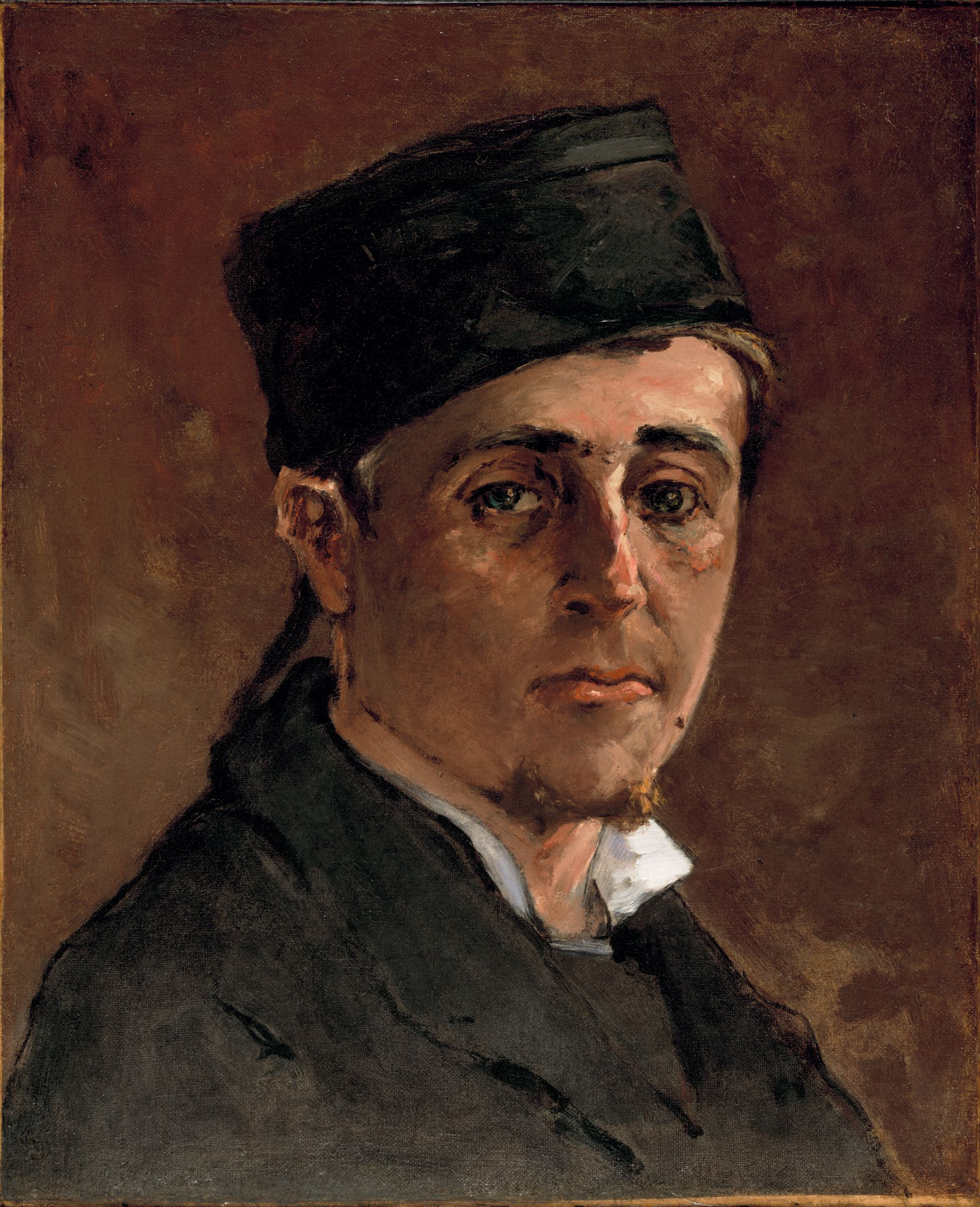
L'Homme à la toque, autoportrait de Paul Gauguin (vers 1875, Fogg Art Museum).

La rue est nommée en hommage au peintre Paul Gauguin (1848-1903). Son nom a également été donné à un passage aménagé en 1969 pour desservir la résidence Gauguin.
Par ailleurs, de nombreuses voies nouvelles, tracées entre 1966 et 1974 dans le cadre de l'aménagement du bas du quartier de Bellefontaine, portent des noms de peintres : la rue Vincent-Van-Gogh en 1966, la rue Auguste-Guénot et la rue Georges-Rouault en 1967, l'impasse André-Marestan, le passage Georges-Braque et le passage Paul-Gauguin en 1969, le cheminement Francisco-de-Goya, le cheminement Le Titien et le cheminement Le Tintoret en 1970, le cheminement Guillaume-et-Joseph-Bouton, l'impasse Jean-Baptiste-Despax, l'impasse François-Foulquier et l'impasse Théodore-Richard en 1971, et enfin la rue Paul-Gervais en 1974.

## Patrimoine et lieux d'intérêt

### Lotissement des Mûriers
Patrimoine XXe siècle (2017).
Le lotissement des Mûriers, un « collectif horizontal » est construit entre mai 1971 et mars 1973 pour le compte de Société civile immobilière de Bellefontaine, sur les plans de l'atelier toulousain de Georges Candilis, et particulièrement de l'architecte Paul Degrez. Il se compose de plusieurs groupes de quatre maisons mitoyennes, pour un total de 89 logements, disposées entre l'allée de Bellefontaine (actuel no 17), la rue Paul-Gauguin (actuels no 39-41), le cheminement Francisco-de-Goya et la rue de Rimont (actuels no 21-31), en périphérie des immeubles de grande hauteur de Bellefontaine, mais dans la continuité des zones pavillonnaires de la route de Seysses. Il n'y a pas de jardin privatif extérieur et, jusqu'en 2005, l'intérieur du lotissement était entièrement réservé aux piétons, aux jardins et aux jeux d'enfants, les aires de stationnement, les garages couverts et les voies de circulation étant rejetés à l'extérieur du lotissement.
Les maisons, de plan en L, s'accrochent les unes aux autres, formant des « grappes », dans ce que Paul Degrez appelait une « trame orthogonale tournante ». Elles s'organisent autour d'un espace intérieur composé d'un patio de 27 m², élément central autour duquel rayonnent toutes les pièces de vie. La plupart des maisons sont en rez-de-chaussée (T4), quoique certaines aient un étage (T6). La maçonnerie est en poteaux et poutres de béton avec remplissage de brique pour les murs extérieurs et de parpaing pour les murs mitoyens,,.

### Grands collectifs
En 1965, les grands collectifs de Bellefontaine sont les premiers à être construits. Plusieurs immeubles sont réalisés directement par l'équipe de Georges Candilis, Alexis Josic et Shadrach Woods, tandis que les autres sont exécutés par l'Association paritaire des architectes (APA), composée des architectes Bernard Bachelot, Arnaud Bernardot, Pierre Génard, Pierre et Paul Glénat, Jean-Pierre Pierron, Bernard Valette et Jacques Villemur. Ils sont conçus selon une trame tripartite entre deux cages d'escalier. Ils reposent en rez-de-chaussée sur des piliers porteurs et aux étages sur des refends perpendiculaires à la façade. Les coursives, aux 5e, 9e et 13e étages, permettent de desservir l'immeuble horizontalement. Dans le projet d'origine, elles reliaient les différents immeubles, formant une « rue aérienne » continue, mais elles ont été progressivement fermées à partir de 1973.
Les appartements sont traversants, bénéficiant d'une double exposition et d'une grande luminosité. Ils sont conçus en semi-duplex, avec un dénivelé de trois marches, permettant de créer un espace de transition entre la partie « jour » et la partie « nuit » – cette organisation n'étant cependant respectée que pour les appartements les plus grands dans le cadre des immeubles réalisés par l'APA. Ils sont prolongés vers l'extérieur par deux loggias.
- résidence Gauguin.
La résidence Gauguin est construite par l'équipe de Georges Candilis, Alexis Josic et Shadrach Woods. Elle est desservie, au pied de l'immeuble, par le passage Paul-Gauguin. Elle compte 288 logements, dont 153 HLM régis par la société de logement social Les Chalets. Elle est constituée de cinq corps de bâtiment qui s'élèvent sur six à dix étages, formant un double tripode relié au nord à la résidence Braque, et à l'ouest à la résidence Maurois et à la dalle de Bellefontaine, démolies toutes deux entre 2009 et 2010 dans le cadre du Grand projet de ville (GPV)[25].

- résidences Le Titien-Goya.
La résidence Le Titien et la résidence Goya sont construites en 1968 par les architectes de l'APA pour le compte de l'office municipal HLM, devenu Toulouse Métropole Habitat. Elles sont desservies, en pied d'immeuble, par les cheminements Le Titien et Francisco-de-Goya. Elles comptent ensemble 233 logements. La première est constituée de trois corps de bâtiment formant un tripode qui s'élève sur onze étages, relié à l'est à la résidence Goya, et à l'ouest à la résidence Le Tintoret. La seconde forme une simple barre de onze étages[26]. La démolition des deux résidences, dans le cadre du projet de l'Agence nationale pour la rénovation urbaine (ANRU), est programmée pour 2023-2025[27].

- résidence Le Tintoret.
La résidence Le Tintoret est construite en 1966 par les architectes de l'APA, pour le compte de la société de logement social Les Chalets. Elle est desservie, au pied de l'immeuble, par le cheminement Le Tintoret et par la rue du Recteur-Paul-Dottin. Elle compte 271 logements. Elle est constituée de quatre corps de bâtiment qui s'élèvent sur onze étages, formant un tripode incomplet relié à l'est à la résidence Le Titien, et au nord à la résidence Concorde et à la dalle de Bellefontaine, démolies toutes deux entre 2009 et 2010 dans le cadre du Grand projet de ville (GPV)[28].

### École maternelle Victor-Hugo
L'école maternelle Victor-Hugo est construite, comme l'école élémentaire (actuel no 3 impasse Théodore-Richard), sur les plans de l'architecte Fabien Castaing, membre de l'Atelier des architectes associés (3A), entre 1970 et 1971 – ce qui en fait le dernier groupe scolaire construit pour le nouveau quartier de Bellefontaine. L'ensemble est constitué de bâtiments en rez-de-chaussée. L'entrée principale se fait par l'impasse François-Foulquier (actuel no 4). Les classes sont ouvertes par de grandes fenêtres qui ouvrent sur l'extérieur.

### Cimetière de Lafourguette
Le cimetière de Lafourguette, dont l'entrée principale se trouve sur la place du Huit-Mai-1945, du côté de l'église Notre-Dame-de-la-Nativité, s'étend sur une superficie d'environ 14 860 m2. En 2020, il affiche un taux d'occupation de 100 %.
Le cimetière est accessible par deux entrées. Il est séparé de la rue Paul-Gauguin par un mur de clôture en béton. Il est, depuis 2017, géré par Toulouse Métropole.